# Urusz-martani járás

Az Urusz-martani járás Csecsenföldön

Az Urusz-martani járás (oroszul Урус-Мартановский район, csecsen nyelven Хьалха-Мартан кIошт) Oroszország egyik járása Csecsenföldön. Székhelye Urusz-Martan.

## Népesség
- 1989-ben 84 826 lakosa volt, melyből 84 016 csecsen (99%), 384 orosz, 172 ingus, 38 ukrán, 30 avar, 13 nogaj, 7 kumük, 3 örmény
- 2002-ben 61 181 lakosa volt, melyből 60 924 csecsen (99,6%), 83 orosz, 52 ingus, 10 ukrán, 6 kumük, 2 avar, 2 nogaj. Az adatok nem tartalmazzák Urusz-Martan statisztikáját.
- 2010-ben 120 585 lakosa volt, melyből 118 502 orosz, 925 orosz, 107 lezg, 61 dargin, 60 tatár, 56 avar, 52 tabaszaran, 50 kumik, 44 baskír, 44 kabard, 34 kazah, 32 azeri, 32 tuva, 31 ingus, 27 oszét stb.